# Ладвозеро (озеро, Подпорожское городское поселение)
Ладвозеро — пресноводное озеро на территории Подпорожского городского поселения Подпорожского района Ленинградской области.

## Общие сведения
Площадь озера — 1,4 км², площадь водосборного бассейна — 10,3 км². Располагается на высоте 147,1 метров над уровнем моря.
Форма озера продолговатая: оно вытянуто с северо-запада на юго-восток. Берега каменисто-песчаные, местами заболоченные.
С восточной стороны Ладвозера вытекает река Ладвозерка, впадающая в Шакшозеро, из которого берёт начало река Шакшозерка, впадающая в реку Свирь.
В озере расположено не менее трёх безымянных островов различной площади.
С нескольких сторон к озеру подходят лесные дороги.
Населённые пункты вблизи водоёма отсутствуют.
Код объекта в государственном водном реестре — 01040100711102000015112.